# Pelephone
Pelephone (hebräisch פלאפון; wörtlich Wundertelefon) ist eine israelische Mobilfunkgesellschaft. Sie wurde 1986 als Joint-Venture zwischen Motorola und Tadiran gegründet, ist aber mittlerweile ein 100 %-Tochter des Telekommunikationsunternehmens Bezeq. Da Pelephone als erstes Mobilfunk in Israel anbot, wurde das Wort umgangssprachlich zum Gattungsnamen für Mobiltelefone (Vergleichbar mit Natel in der Schweiz).
Das Unternehmen beschäftigt rund 4200 Mitarbeiter und hat circa 2,4 Millionen Kunden. Das Netz startete ursprünglich mit dem analogen amerikanischen AMPS-Standard und nutzte das 800- und 850-MHz-Band. In den 1990er Jahren wurde auf den Standard IS-95 gewechselt welcher, auf dem Codemultiplexverfahren basiert, und später die 3G-Technologie CDMA2000 ausgebaut. Seit 2009 ist das UMTS-Netz in Betrieb, welches 2010 auf den HSPA+-Standard aufgerüstet wurde.